# 高円宮記念JFA夢フィールド
高円宮記念JFA夢フィールド（たかまどのみやきねん ジェイエフエイ ゆめフィールド）は、千葉県千葉市美浜区の幕張海浜公園D・Eブロックにある、日本サッカー協会 (JFA) が運営するナショナルトレーニングセンター（サッカー施設）である。サッカー日本代表の主たる活動拠点として使用している。

## 概要
着工時は「JFAナショナルフットボールセンター」の仮称を用いていた。JFA100周年の記念事業の一環として「男女ユースからトップまでの選手育成・代表の強化・指導者養成の三位一体＋普及」の拠点として整備するものであり、特に代表強化のためにソフト・ハード両面において世界基準になることが必要と考えていたJFAにとって長年の悲願であった「JFA所有のナショナルフットボールセンター」である。これまでJFAが関与するトレーニング施設としてはJヴィレッジ（福島県）があり、自治体が主導する同様の施設として清水ナショナルトレーニングセンター（J-STEP、静岡県）・堺市立サッカー・ナショナルトレーニングセンター（J-GREEN堺、大阪府）があるが、主に日本代表強化のための拠点施設とすることを想定し、事前合宿やいわゆる「海外組」の帰国時のトレーニング拠点として、東京国際空港・成田国際空港・東京駅からいずれも30-40分圏内にあり、アクセス性に優れた幕張新都心にある幕張海浜公園の海側ブロックに整備することになったものである。開場後は、日本サッカー協会ビル（JFAハウス）内にある日本代表関連の部署が当地に移転し、各代表カテゴリー監督が常駐する体制が整えられる予定と報じられている。
2015年9月11日にJFAと千葉県との間で基本協定を締結し、2018年3月23日に千葉県から都市公園法に基づく公園施設の設置許可書が交付され、同年10月14日に起工式が行われた。設計は三菱地所設計・戸田建設一級建築士事務所JV、施工は戸田建設（CM：山下PMC・オオバJV）、人工芝敷設を東亜道路工業が担当した。
施設の名称は、2018年12月に、JFA2005年宣言のスローガンである「DREAM～夢があるから強くなる～」にちなみ「JFA夢フィールド」とすることを発表、加えてJFA初代名誉総裁である高円宮憲仁親王の功績をたたえることを目的に「高円宮」の宮号を冠することについて宮内庁の許可が得られたことから、2019年10月に「高円宮記念JFA夢フィールド」を正式名称とすることを発表した。ロゴデザインはアートディレクターの浅葉克己によるもの。
建設費約40-45億円の一部については2億円を目標に一般からの寄付で賄っており、2018年12月25日から2020年1月31日の間に行われた。
2020年4月7日に開所式を予定していたが、新型コロナウイルスの感染拡大防止のため開場が延期され、2020年6月8日に幕張地区の鎮守神である子守神社（千葉市花見川区）にて関係者による安全祈願神事を行った。前述の通り、基本的に代表のキャンプで使用される予定だが、Jリーグの移動時の感染リスクの軽減の観点から、JFAの協力の下、6月下旬から7月にかけて北海道コンサドーレ札幌がここを拠点に活動することになっている。
また、クラブハウスエントランスに小川幸造制作の高円宮憲仁親王銅像が建立され、2020年9月10日に除幕式が執り行われた。

## 施設概要
天然芝ピッチ（2面）
主に日本代表や女子日本代表（なでしこジャパン）が使用する。うち1面は芝の傷みを抑えるためにピッチサイズを通常の1.2倍に広げ、ピッチコンディションに応じて配置を換えられるようにしている。
人工芝ピッチ（2面）
主にアンダーカテゴリー代表のトレーニングに使用する。うち1面は千葉県サッカー協会が「千葉県フットボールセンター」として整備・運営することになっており、地域のサッカー活動にも使用される。
ビーチサッカーピッチ
当初開設時には設置されておらず、2021年2月に工事を開始して同年6月28日に完成、同年7月より利用を開始した。ビーチサッカー日本代表監督を務めたラモス瑠偉や茂怜羅オズがリオデジャネイロ出身であることに因み、「ピッチ・カリオカ」の愛称がある。
フットサルアリーナ
フットサル日本代表の活動拠点としての使用が想定されている。
クラブハウス
トレーニングジムの他、天然温泉付きのバスルームが整備される。
また、クラブハウスとは別にスパサンフジとの共同運営で日帰り入浴施設「JFA夢フィールド 幕張温泉 湯楽の里」が2020年7月に開業した。こちらは一般の利用も可能となっている。

## 利用
サッカー日本代表の国内合宿は基本的に当地で行われる。日本代表はFIFAワールドカップ・予選のホームゲームを基本的に埼玉スタジアム2002で行っているが、当地からスタジアムまでのアクセスに優れていることが決め手になっているとの言及がある。男子日本代表のみならず、女子日本代表やビーチサッカー日本代表など、各カテゴリーの代表合宿地としても使用される。
2023年には千葉市とスポーツ振興などを目的とした包括連携協定を結び、スポーツの普及・振興や市民の健康づくりの推進、幕張新都心のまちづくりへの寄与等に活用される予定となっている。
なお、隣接するアパホテル&リゾート 東京ベイ幕張高層階の客室から練習場が一望でき、練習中の機密情報が外部に漏れる可能性が指摘されており、サッカー日本代表の非公開練習には本施設から程近いところにある習志野市の秋津サッカー場（第一カッターフィールド）が使用されていると報じられている。